# به ۵ و سکه ۱۰ سنتی برگرد، جیمی دین، جیمی دین (فیلم)
به ۵ و سکه ۱۰ سنتی برگرد، جیمی دین، جیمی دین (به انگلیسی: Come Back to the 5 & Dime, Jimmy Dean, Jimmy Dean) فیلمی محصول سال ۱۹۸۲ و به کارگردانی رابرت آلتمن است. در این فیلم بازیگرانی همچون سندی دنیس، شر، کرن بلک، سوی باند، کتی بیتس، مارتا هفلین، مارک پتون، کارولین آرون و آن ریسلی ایفای نقش کرده‌اند.